# Nanahuatl
Nanauatzin is een god in zowel de Azteekse mythologie (in Mexico) als in de Pipil-mythologie (in El Salvador).

## Azteekse mythologie
In de Azteekse mythologie, is Nanauatl (of Nanauatzin, suffix -tzin impliceert respect of vertrouwen), de meest bescheiden god. Hij offerde zichzelf op in het vuur van de zon zodat de zon zou blijven schijnen op de aarde en werd zo de zonnegod. Nanahuatl betekent "vol met pijnlijke plekken". In de Codex Borgia wordt Nanahuatl beschreven als een man die opkomt uit het vuur. Dit werd in het begin nog gezien als een teken van kannibalisme.
De Azteken hadden verschillende mythes voor de schepping en Nanahuatl komt in veel van die mythes voor. In de legende van Quetzalcoatl, helpt Nanauatl Quetzalcoatl om de eerste granen te pakken te krijgen, wat het voedsel voor de mensheid zou worden.
In de Azteekse mythologie is het universum niet permanent of eeuwig maar is dit, net als elk ander levend wezen, onderdeel van de dood. Echter als het sterft wordt het universum opnieuw geboren in een nieuw tijdperk, of nieuwe "Zon". Nanauatl is het bekendst van de legende met de naam de "Legende van de Vijfde Zon", zoals beschreven door Sahagun.
In deze legende, die de basis vormt voor de meeste Nanahuatl-mythes, waren er vier scheppingen. In elke schepping diende een god als de zon: Quetzalcoatl, Tezcatlipoca, Tlaloc en Ehecatl. Elk tijdperk eindigde omdat de goden niet blij waren met de menselijke wezens die ze hadden gecreëerd. Uiteindelijke haalde Quetzalcoatl de heilige botten van hun voorouders terug en mixte deze met maïs en zijn eigen bloed en kreeg het zo voor elkaar om acceptabele menselijke wezens te creëren. Maar er was geen één god die de taak op zich wilde nemen om de zon te worden.
De goden beslisten dat de vijfde en mogelijke laatste zon zijn leven moest opofferen in het vuur. Twee goden werden er gekozen: Tecciztecatl en Nanauatl. De eerste werd gekozen om als de zon te dienen omdat hij sterk en rijk was, de ander werd gekozen omdat hij zwak en arm was. Tecciztecatl, die erg trots is, ziet zijn opoffering en transmutatie als een kans om onsterfelijk te worden. De bescheiden Nanauatl accepteert zijn zelfopoffering omdat hij dit als zijn taak ziet.
Gedurende de dagen voor de opoffering ondergaan beide goden een reinigingsritueel. Tecciztecatl geeft dure offers en koraal. Nanauatl offert zijn eigen bloed en voert een penitentie (boetedoening) uit.
De goden maken een groot vuur dat vier dagen brandt en maken een hoog platform boven het vuur waarvan de twee gekozen goden in het vuur moeten springen. Op de afgesproken dag beklimmen de twee gekozenen het platform en plaatsen zich daar en wachten het moment van zelfopoffering af. De goden verzoeken Tecciztecatl om zich klaar te maken. Na vier pogingen om zichzelf in het vuur te gooien, dat op dat moment extreem heet is geworden, laat zijn moed hem in de steek en geeft hij het op. Misselijk van Tecciztecatls lafheid roepen de goden Nanauatl op om zich klaar te maken. Deze staat op vanuit zijn stoel en stapt kalm naar de rand van het platform. Hij sluit zijn ogen en springt in het vuur en landt in het midden van het vuur. Na het zien van de moed van Nanauatl die bij Tecciztecatl ontbrak, springt deze, getroffen in zijn trots, hem alsnog achterna in het vuur.
In het begin gebeurt er niets maar na een tijdje verschijnen er twee zonnen aan de hemel. Een van de goden, boos door het gebrek aan moed bij Tecciztecatl, pakt een konijn en gooit dit in Tecciztecatls gezicht, en deze verliest daarmee zijn schittering. En zo wordt Tecciztecatl de maan, die op de dag van vandaag nog een afdruk van een konijn heeft.
Echter, de zon staat nog steeds stil aan de hemel en verschroeit zo de grond daarbeneden. Uiteindelijk beseffen de goden dat zij ook zichzelf zullen moeten opofferen zodat de menselijke wezens kunnen blijven leven. Ze presenteren zich aan de god Ehecatl, die ze een voor een offert. En dan, als gevolg van hun opoffering, verschijnt er een krachtige wind en zorgt Ehecatl ervoor dat de zon door de hemel beweegt zodat deze de Aarde kan verzorgen in plaats van verschroeien.
De vijfde zon wordt geïdentificeerd met Tonatiuh.

## Pipil-mythologie
Nana-huatzin was de jongste van de jongens en er was een zusje met de naam "Xochit Sihuat" die waren ontstaan uit het fruit van de kalebasboom (Crescentia cujete). Deze boom groeide, op zijn plaats, weer uit het hoofd van de vrouw die door de nacht vloog terwijl haar lichaam sliep (het hoofd bevestigde zichzelf aan een hert en het hert sprong in een canyon en plantte daar het hoofd in de grond.) Nana-huatzin en zijn broers en zus werden opgevoed door Tantepus Lamat ("IJzeren-tanden oude dame") totdat zij haar minnaar wat van hun eten gaf. De broers en zus slachtten de minnaar en voedden hem aan de oude vrouw en vermoordden haar daarna. Ze zagen dat de wereldvoorraad maïs vanaf toen opgeborgen was in een berg die alleen bekend was bij een vogeltje dat zich voedde aan die voorraad. Waar zijn broers en zus faalden slaagde Nana-huatzin erin om de berg te openen, maar hierdoor sloot hij zichzelf echter wel op in de berg.
Het thema van een boom die groeit aan het hoofd van een godin en een god die uit deze boom voortkomt, komt ook voor in de Codex Vindobonensis Mexicanus.